# Safy Nebbou
Pour les articles homonymes, voir Nebbou.
Safy Nebbou, né 27 avril 1968 à Bayonne dans les Pyrénées-Atlantiques, est un auteur, réalisateur et metteur en scène français.

## Biographie
Né d’un père d'origine algérienne et d'une mère d’origine allemande, Safy Nebbou est le frère aîné de l'acteur Mehdi Nebbou. Il se forme auprès de Tsilla Chelton, se destinant d’abord à une carrière d'acteur. Il travaille ensuite pendant huit ans au Théâtre des Chimères à Bayonne, où il anime des ateliers pour enfants, adolescents et adultes. Il met également en scène plusieurs spectacles.
À partir de 1997, il réalise des courts métrages : Pédagogie (1997), Bertzea (2001) et Lepokoa (2003). En 2004, il se lance dans la réalisation de longs métrages. Il tourne Le Cou de la girafe, un mélodrame familial sur fond de maladie d'Alzheimer avec Sandrine Bonnaire et Claude Rich. En 2007, inspiré d'une histoire vraie, sort L'Empreinte de l'ange, qui aborde la question de la maternité sous la forme d'un thriller psychologique, avec Catherine Frot et Sandrine Bonnaire. En 2008, il réalise un segment du film Enfances avec Elsa Zylberstein puis en 2010, L'Autre Dumas, avec Gérard Depardieu et Benoît Poelvoorde qui incarnent respectivement le romancier et son prête-plume (sélection au Festival de Berlin) avec Mélanie Thierry, Dominique blanc et Catherine Mouchet. En 2012, il tourne Comme un homme avec Émile Berling, Charles Berling, Kévin Azaïs et Sarah Stern. En 2016, il réalise une adaptation du livre de Sylvain Tesson, Dans les forêts de Sibérie, qui met en scène Raphaël Personnaz et Evgueni Sidikhine, accompagnés d'une bande originale réalisée par Ibrahim Maalouf (récompensé par le César de la meilleure musique de film).
En 2017, il revient au théâtre pour signer une adaptation avec Jacques Fieschi et la mise en scène de Scènes de la vie conjugale d'Ingmar Bergman, avec Laetitia Casta et Raphaël Personnaz (Théâtre de l'Œuvre). Cette année-là, il est président du jury au festival du cinéma russe à Honfleur.
En 2019, il réalise une adaptation du livre de Camille Laurens, Celle que vous croyez, avec Juliette Binoche, Nicole Garcia et François Civil. Le film est sélectionné au Festival de Berlin et sort dans près de 50 pays. En 2021 il met en scène : Clara Haskil - Prélude et fugue, avec l'actrice Laetitia Casta et la pianiste Işıl Bengi, texte de Serge Kribus, théâtre du Rond-Point  Nomination de Laetitia Casta au Molière.
En 2022, il réalise Parents à Perpétuité, un unitaire pour France 2 avec Natacha Lindinger, Eric Caravaca et Naidra Ayadi, musique Sonia Mohammed-Cherif.
Il prépare son prochain film, Fils de Personne avec Romain Duris tournage en 2024 et développe pour France 2 une mini-série : Les disparus des Argonnes l'adaptation du roman de Julie Peyr.
Il travaille également comme réalisateur publicitaire pour des marques nationales et internationales, ainsi que pour des associations humanitaires (Enfance et partage, Elles s’imaginent, Institut Curie, Solidarité laïque…)et la fondation Axa.

## Filmographie

### En tant que réalisateur

#### Longs métrages
- 2004 : Le Cou de la girafe
- 2008 : L'Empreinte
- 2010 : L'Autre Dumas
- 2012 : Comme un homme
- 2016 : Dans les forêts de Sibérie
- 2019 : Celle que vous croyez[6]
- 2020 : L'Œil du loup
- 2024 : Parents à perpétuité

#### Courts métrages
- 2000 : Pédagogie, avec Julie Gayet
- 2001 : Bertzea
- 2003 : Lepokoa (littéralement « le collier » en basque)
- 2006 : Une naissance, avec Elsa Zylberstein
- 2007 : Enfances, la séquence Ingmar Bergman.
- 2017 : Ensemble, c'est possible, avec Charles Berling

### En tant que scénariste
- 1997 : Pédagogie
- 2001 : Bertzea
- 2003 : Lepokoa
- 2004 : Le Cou de la girafe
- 2008 : L'Empreinte de l'ange
- 2012 : Comme un homme, adaptation du roman L'Âge Bête de Boileau-Narcejac.
- 2017 : Scènes de la vie conjugale, adaptation avec Jacques Fieschi
- 2019 : Celle que vous croyez[6] avec Julie Peyr d'après le roman homonyme de Camille Laurens
- 2020 : L'Œil du loup d'après le roman homonyme de Daniel Pennac
- 2023: Fils de Personne
- 2023: Les disparus des Argonnes

### En tant qu'acteur
- 2010 : L'Autre Dumas: Le cerbère
- 2008 : L'empreinte de l'ange : Le client de la pharmacie
- 2004 : Le cou de la girafe : Le chauffeur de taxi
- 1999 : Le sourire du clown : Le serveur

## Théâtre

### Mise en scène
- 2017 : Scènes de la vie conjugale[7] d'Ingmar Bergman, avec Laetitia Casta (Marianne) et Raphaël Personnaz (Johan) au Théâtre de l'Œuvre.
- 2021 : Clara Haskil - Prélude et fugue, avec l'actrice Laetitia Casta et la pianiste Işıl Bengi, texte de Serge Kribus, théâtre du Rond-Point [4]

## Distinctions

### Récompenses
- 2004 : Prix du premier meilleur scénario de long métrage du Centre national du cinéma (Le Cou de la girafe)[8]
- 2004 : Grand prix du public au Cinéstival (Marseille) (Le Cou de la girafe)[8]
- 2004 : Prix de la critique au Cinéstival (Marseille) (Le Cou de la girafe)[8]
- 2004 : Grand prix du jury au Festival de Florence (Le Cou de la girafe)[8]
- 2004 : Prix du meilleur premier film au Festival international du film du Caire (Le Cou de la girafe)[8]
- 2004 : Prix du meilleur scénario au Festival de La Ciotat (Le Cou de la girafe)[8]
- 2004 : Prix du public au Festival de Bonn (Le Cou de la girafe)[8]
- 2006 : Grand prix, Festival européen de Contis (Une naissance)[8]
- 2008 : Prix du meilleur scénario, 32e Festival international du film du Caire (L'Empreinte)[8]
- 2008 : Prix du meilleur second film, 32e Festival international du film du Caire (L'Empreinte)[8]
- 2008 : Prix de la critique au Festival international de Vérone (L'Empreinte)[8]

### Décorations
- Chevalier de l'ordre des Arts et des Lettres (2019)[9]